# Szepligetella rugosiceps
Szepligetella rugosiceps är en stekelart som först beskrevs av Jean-Jacques Kieffer 1911.  Szepligetella rugosiceps ingår i släktet Szepligetella och familjen hungersteklar. Inga underarter finns listade i Catalogue of Life.